# Priyamani
Priya Vasudev Mani Iyer (nacida el 4 de junio de 1984), conocida por su nombre artístico, Priyamani, es una actriz y modelo india, que ha trabajado en películas en idiomas kannada, malabar, tamil, telugu e hindi. Ha establecido una carrera en películas indias regionales y ha recibido un Premio Nacional de Cine y tres Premios Filmfare en películas en diferentes idiomas.

## Carrera

### Inicios
Priyamani nació en una familia de habla tamil en Bangalore, hija de Vasudeva Mani Iyer y Latha Mani Iyer. Inicialmente fue modelo para marcas de sedas como Kancheepuram, Erode y Lakshmi durante sus años escolares. Cuando se encontraba cursando undécimo grado el director de cine tamil Bharathiraja la introdujo en la industria cinematográfica. Su padre, oriundo de Palakkad, es dueño de una plantación, y su madre es una ex-seleccionada nacional de bádminton oriunda de Thiruvananthapuram.
Priya inició su carrera cinematográfica en la película de Kollywood Kangalal Kaithu Sei junto al actor Vaseegaran. La película fue un fracaso en la taquilla, por lo que tuvo que recurrir a la industria malaya y telegu debido a la falta de ofertas en las películas en idioma tamil. Hizo su debut en telugu en Pellaina Kothalo con Jagapati Babu, película que le valió la fama nacional. Más adelante regresó a la industria cinematográfica tamil con la aclamada película Paruthiveeran, dirigida por Ameer Sultan y protagonizada por el debutante Karthik Sivakumar. Luego hizo su debut en la industria cinematográfica malaya con Sathyam, aunque la película tuvo un desempeño pobre en la taquilla. Fue contratada por el cineasta tamil Balu Mahendra para actuar en el drama de 2005 Adhu Oru Kana Kaalam. Antes del lanzamiento, Babith se refirió a la actriz de la siguiente manera: "Priyamani ha hecho una excelente actuación en la película, estoy seguro que su actuación será muy alabada". Adhu Oru Kana Kaalam fue aclamada por la crítica pero fracasó en la taquilla. Sin embargo, la actriz recibió buenas críticas por su interpretación. En 2006 Priyamani protagonizó la película telugu Pellaina Kothalo. La película fue un gran éxito de taquilla y obtuvo excelentes reseñas de parte de la prensa especializada.

### Reconocimiento
Priyamani logró demostrar sus credenciales de actuación y su atractivo comercial tras su participación en el filme Paruthiveeran de 2007, dirigida por Ameer Sultan, en la que compartió escenas con el debutante Karthi Sivakumar. Contando la historia de un famoso joven aldeano en Madurai, la película ganó la aclamación de la crítica y se convirtió en un sorpresivo éxito de taquilla. La actuación de Priyamani fue elogiada unánimemente por la crítica. Más tarde ganó el Premio Nacional de Cine,  seguido por un premio Filmfare y un galardón en el festival Cinefan del Cine Asiático y Árabe.

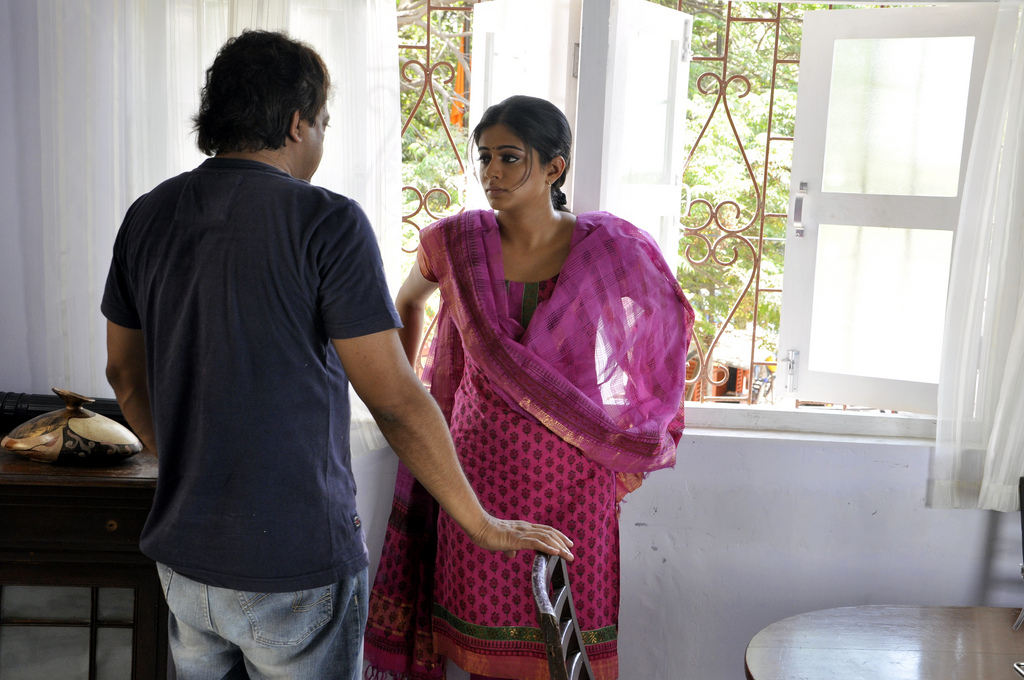
Priyamani en la película Rakta Charitra.

En 2009 actuó en dos producciones en tamil, la película Arumugam y la nueva versión del éxito de taquilla Classmates, titulada Ninaithale Inikkum. Sin embargo, sus tres lanzamientos Telugu ese año (Drona, Mitrudu y Pravarakhyudu) no tuvieron éxito comercial. En 2010 actuó en la película Pranchiyettan & the Saint. Su interpretación en dicho filme le valió una nueva nominación al premio Filmfare por su papel como decoradora de interiores en la cinta. Más tarde protagonizó el filme Anna Bond. Aunque la película fue mal recibida por los críticos y apareció en la lista de "Las películas kannada más decepcionantes de 2012" del sitio Rediff, se convirtió en un éxito taquillero.
Completó el rodaje de la película en malabar The True Story y de la película telugu Chandee, en la que interpreta a Ganga, la nieta de un luchador por la libertad que busca venganza por los problemas que su familia tuvo que enfrentar. Fue elegida para el elenco de la película Kannada Ambareesha junto al actor Darshan en 2014. Ese mismo año fue la imagen de una campaña publicitaria liderada por la PETA, pidiendo al público que deje de apoyar a los zoológicos que tienen tigres enjaulados.

## Premios
- Premio al cine nacional a mejor actriz (2006) - Paruthiveeran
- Premio Tamil Nadu a mejor actriz (2006)  - Paruthiveeran
- Premio Filmfare a mejor actriz (2007) - Paruthiveeran
- Premio Vijay a mejor actriz (2007) - Paruthiveeran
- Premio Filmfare a mejor actriz (2008) - Thirakkatha
- Premio Estrella Sandalwood a mejor actriz de reparto (2011) - Vishnuvardhana
- Premio Filmfare a mejor actriz (2012) - Chaarulatha